# Michael Stulce
Michael Stulce (Estados Unidos, 14 de julio de 1969) es un atleta estadounidense retirado, especializado en la prueba de lanzamiento de peso en la que llegó a ser campeón olímpico en 1992.

## Carrera deportiva
En los JJ. OO. de Barcelona 1992 ganó la medalla de oro en el lanzamiento de peso, con una marca de 21.70 metros, superando a su compatriota Jim Doehring (plata con 20.96 m) y a Vyacheslav Lykho del Equipo Unificado (bronce con 20.94 m).